# Straszewice
Straszewice (ukr. Страшевичі) – wieś w rejonie samborskim (wcześniej w rejonie starosamborskim) obwodu lwowskiego Ukrainy. Wieś liczy około 1198 mieszkańców. Leży nad rzeką Dniestr. Jest siedzibą silskiej rady.
W 1921 r. liczyła około 1208 mieszkańców. Przed II wojną światową należała do powiatu starosamborskiego.

## Ważniejsze obiekty
- Cerkiew greckokatolicka
- Monastyr - obecnie nie istnieje